# Cottage Grove (hrabstwo Dane)
Cottage Grove – wieś w Stanach Zjednoczonych, w stanie Wisconsin, w hrabstwie Dane.